# Línea N-2 (Salamanca de Transportes)
La línea N-2 de la red de Autobuses urbanos de Salamanca es una línea nocturna circular que une los barrios del sur de la ciudad con la Gran Vía.

## Características
La línea N-2 (o línea 92 a efectos internos) sigue un recorrido circular por la ciudad de Salamanca que dura aproximadamente 1 hora, uniendo durante las noches los barrios de San José, La Vega, Zurguén, Teso de la Feria, Arrabal, Vistahermosa, Chamberí, Los Alcaldes, Tejares y Buenos Aires con la Gran Vía. Existe una línea análoga que realiza el recorrido por el resto de barrios de la ciudad.
A pesar de ser una línea circular, únicamente dispone de un sentido, en este caso, sentido horario sobre el plano de Salamanca.
Los orígenes del servicio nocturno de autobuses urbanos de Salamanca se remonta al año 2003, año en el cual se creó la primera ruta nocturna, siguiendo un recorrido repleto de giros por las calles de Salamanca, y que unía la calle Filiberto Villalobos con el barrio de Buenos Aires, no sin antes pasar por la Gran Vía y la inmensa mayoría de barrios de la ciudad. Con la reordenación que se realizó en el año 2013, esta línea desapareció para dar origen a las 2 rutas actuales.
Desde el año 2021 tanto esta línea como la N-1 cuentan con un sistema de paradas a demanda para mujeres, menores de edad y mayores de 65 años.
Al igual que el resto de las líneas urbanas de la ciudad de Salamanca, está operada por Salamanca de Transportes, perteneciente a Grupo Ruiz.

### Frecuencias
| Salidas desde Gran Vía, 45                                |           |
| Noches de domingos, lunes, martes y miércoles             |           |
| de 23:00 a 3:00                                           | cada hora |
| Noches de jueves, viernes, sábados y vísperas de festivos |           |
| de 23:00 a 4:00                                           | cada hora |

## Recorrido y paradas
NOTAS: La parada señalada en amarillo indica la cabecera que dispone la línea para regular horarios.
Las correspondencias con autobuses del transporte metropolitano de Salamanca corresponden tanto a líneas diurnas que circulan más allá de las 23:00h. así como a sus respectivas líneas nocturnas, que no circulan todos los días de la semana.
| Código | Parada                                   | Otros                                 |
| ------ | ---------------------------------------- | ------------------------------------- |
| 301    | Gran Vía, 45                             | Transporte Metropolitano de Salamanca |
| 28     | Gran Vía, 25                             |                                       |
| 103    | Paseo de Canalejas, 12                   |                                       |
| 154    | Paseo de Canalejas, 90                   |                                       |
| 155    | Paseo de Canalejas, 152                  |                                       |
| 244    | Paseo de Canalejas, 194                  |                                       |
| 289    | Paseo del Río Tormes, s/n                |                                       |
| 77     | Calle Joaquín Rodrigo, 38                |                                       |
| 147    | Calle Joaquín Rodrigo, 48                | Transporte Metropolitano de Salamanca |
| 208    | Calle Joaquín Rodrigo, s/n               |                                       |
| 78     | Calle Maestro Serrano, s/n               |                                       |
| 79     | Calle Hilario Goyenechea, 29             |                                       |
| 83     | Avenida de Carlos I, 105                 |                                       |
| 148    | Avenida de Carlos I, 29                  |                                       |
| 304    | Paseo de Cuatro Calzadas, frente 78      |                                       |
| 197    | Paseo de Cuatro Calzadas, frente 60      |                                       |
| 198    | Calle Castroverde, frente 14             |                                       |
| 199    | Camino de Miranda, 55                    |                                       |
| 200    | Camino de Miranda, 5                     |                                       |
| 7      | Carretera de La Fregeneda, 8             |                                       |
| 219    | Calle Guarda, frente 42                  |                                       |
| 231    | Calle Río Mondego, frente 61             |                                       |
| 233    | Calle La Beira, 12                       |                                       |
| 278    | Calle La Beira, 50                       |                                       |
| 320    | Calle La Beira, 68                       |                                       |
| 296    | Calle Sequeros, s/n                      |                                       |
| 297    | Calle Alcalde Cruz Hernández, s/n        |                                       |
| 298    | Calle Alcalde Cruz Hernández, 1          |                                       |
| 13     | Avenida de Juan Pablo II, 12             | Transporte Metropolitano de Salamanca |
| 14     | Avenida de Juan Pablo II, frente 46      |                                       |
| 15     | Avenida de Juan Pablo II, s/n            |                                       |
| 16     | Calle Coria (junto a iglesia)            |                                       |
| 17     | Avenida de Juan Pablo II, s/n            |                                       |
| 18     | Avenida de Juan Pablo II, 71             |                                       |
| 19     | Plaza de Tejares, 2                      | Transporte Metropolitano de Salamanca |
| 20     | Avenida de Lasalle, 179                  |                                       |
| 21     | Avenida de Lasalle, 143                  |                                       |
| 279    | Paseo del Lunes de Aguas, s/n            |                                       |
| 236    | Avenida del Padre Ignacio Ellacuría, s/n |                                       |
| 227    | Avenida del Padre Ignacio Ellacuría, 45  |                                       |
| 101    | Calle San Gregorio, s/n                  |                                       |
| 102    | Paseo del Rector Esperabé, 12            |                                       |
| 27     | Gran Vía, 75                             |                                       |
| 301    | Gran Vía, 45                             | Transporte Metropolitano de Salamanca |